# 議員

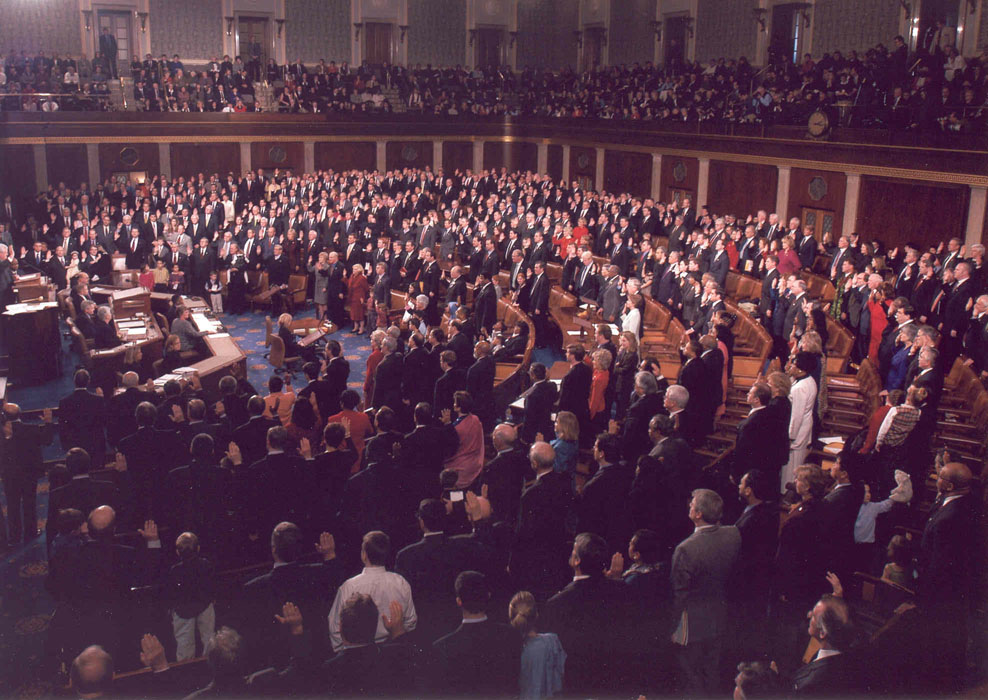
議場に集まった国会議員

議員（ぎいん、英: legislator）とは、国や地方自治に設置されている議会を構成し、表決権を行使することを通じて有権者の意思を反映させることのできる立場にある者を指す。
現代の議員の選出は原則として公選制であり、その国の法律で定めるところの選挙権を有する有権者からの投票によって選出される。なお、日本の公職選挙法第10条において、被選挙権は日本国民が有するものと定められている。

## 概要
国権の最高機関としての国会（議会）あるいはそれに類する組織を設置している国家には、定員こそ違えど議員としての権限を有する者がいることになる。また、その国の地方自治体にも議会が存在し、それを構成する議員達がいる。ほとんどの議会制民主主義国家では、国民による選挙で選出された議員によって議会が構成されている。議会は「国民の代表」である議員によって構成されていることから、国民が政策の決定に直接関与していなくても、国民全員が決定したものと見做される（議会の審議機能）。
議員は「議院自律権」を持ち、議長や事務局の選出、議員の資格争訟・懲罰・会議運営等について議会が自ら行うこととされ、他からの干渉を受けないというもので国権として独立した機関を保っている。
議員は有権者の代表として、予算や法律の制定、政府の監視などの権能を有している。現在ほとんどの議会制民主主義国家では、権力分立の観点から議会と政府との役割は分担され政治権力の分散が図られている。基本的に議会は「議決機関」、政府は「執行機関」と位置づけられ、それにより議員は立法を、政府は行政を司ることとされている。

## 役割
主な仕事は、自らが所属する議院や委員会において議案の審議に参加し、修正などの作業に関わり最終的に表決することである。また、陳情を聞いたり集会に参加することで選挙民の意見を伺い、国や地方自治体の政策に反映させることである。
国会議員は立法の権限を司っており、国家における最高機関及び法治国家の根幹である法律を制定する議決機関としての役割を担当している。対して地方議会議員は、その地方での条例を制定する権能を有している。
行政に対しては、予算承認権をはじめとした政府に対する監視・監督のための様々な権限を持つ。議会の立法権能に付随したものといわれることもあるが、国政全般について質問するために証人を喚問し、資料を提出させる「国政調査権」は重要な権能である。また、議会が制定する法律が本来的な上位の法であり、政府が定める政令は補完的・従属的である。
司法に対しては、裁判官の選任または在任について何らかの関与をすることが多い。日本では国会において、議員で構成された裁判官弾劾裁判所と裁判官訴追委員会を設置する。
議員の公務遂行においては、資質（立法能力、質問能力）だけではなく、廉直性（汚職に関与しないことなど）、さらには私生活上の道徳性についてまで、国民の厳しい監視を受けるに至っている。議員の権限は、行政府の権力集中に対する重要な牽制となっている。

## 議員の種類
国家の最高議決機関を両院制としている国では、上院と下院に分かれていることが多い。これらに所属している議員をそれぞれ上院議員、下院議員と呼び、英語でもupper house, lower houseなどと呼ばれる。ただし上院や下院はいずれも便宜的な名前であり、正式名が各国で別に存在する。例えば、アメリカ連邦議会のアメリカ合衆国上院は直訳すると「合衆国元老院」であり、アメリカ合衆国下院は「合衆国代議院」である。
世界的な視点で見れば、日本の参議院議員が上院議員に、衆議院議員が下院議員に相当するが、日本の国会議員を指す場合に普通は上院議員、下院議員という言葉は用いない。日本の新聞やニュースではほとんどの国の上下院議員を「アメリカ上院議員」などと国名を付けて呼び、大統領選挙のときなど国名が自明である場合や、複数の議員の名前を挙げるときなど繰り返しになる場合には国名を省略する。
所属する議会の権限によって、議員の権利や権限も大きく変わる。日本でいえば、国会議員には不逮捕特権や免責特権があるが、地方議会議員にはこれがない。

### 日本の議員
- 国会議員 - 国会における議員。
  - 衆議院議員
  - 参議院議員
- 地方議会議員 - 地方議会における議員。
  - 都道府県議会議員
  - 区議会議員
  - 市町村議会議員
- 議会以外の議員 - 皇室会議[4]や皇室経済会議[5]には「議員」が置かれている。